# ステヴァン・イェロヴァツ
ステヴァン・イェロヴァツ (Stevan Jelovac, セルビア語: Стеван Јеловац; 1989年7月8日 - 2021年12月5日) は、セルビアのプロバスケットボール選手。

## 経歴
KKヴィズラでキャリアをスタートさせた。2009年8月25日、KKメガ・ヴィズラと契約した。2010年4月7日、メガを退団し、KKツルヴェナ・ズヴェズダと契約。7月19日にズヴェズダと再契約した。2010年11月16日、ズヴェズダを退団し、メガに復帰した。
2011年6月15日、アンタルヤBSBと契約。
2012年7月10日、ユヴェカゼルタ・バスケットと2年契約を結んだがシーズン後、1年で退団した。
2013年7月31日、リトアニア・バスケットボール・リーグのリエトゥヴォス・リタスと契約した。
2014年7月4日、イェロヴァツはスペインのクラブ、CAIサラゴサと1年間の契約を結んだ。2015年6月13日、彼はサラゴサとの契約を延長した。
2016年7月、2016年のNBAサマーリーグのダラス・マーベリックスに参加した。2016年7月27日、彼は2016-17シーズンのサラゴサと再契約した。
2017年7月13日、2017-18シーズンに向けてロシアのクラブ、ニジニ・ノヴゴロドBCと契約した。
2018年7月8日、ドイツのクラブ、ブローゼ・バンベルクと契約した。
2019年2月8日、トルコのクラブ、ガズィアンテプ・バスケットボールと契約した。
2020年6月8日、B.LEAGUEの三遠ネオフェニックスと契約。52試合に出場し、年間で980得点、464リバウンドを記録。2021年5月13日に三遠との契約満了が発表され、1年で退団した。
2021年8月23日、ギリシャA1バスケットボールリーグのAEKアテネと契約した。

### 死去
2021年11月14日、個人練習中に脳内出血を発症。その後、同年12月5日にノヴィ・サドで脳内出血による合併症で32歳で死去した。 
その後、ノヴィ・サドの市立墓地に埋葬され、聖体礼儀の後、アレクサンダル・ヨヴァンチェヴィッチによるスピーチが行われた。 葬儀には、プレドラグ・ダニロヴィッチ、ズラトコ・ボリッチ、ミレンコ・テピッチ、ムラジャン・シロバド、ヴェセリン・ペトロヴィッチ、ヴァーサ・ミイッチ、ジョルジェ・ジュリッチなど、セルビアとギリシャの多くの選手も参列した。
また、B.LEAGUEでも12月10日～12日に行われた全試合で黙禱が行われた。

## キャリア

### ユーロリーグ
| シーズン | チーム                 | GP | GS | MPG  | FG%  | 3P%  | FT%  | RPG | APG | SPG | BPG | PPG | PIR |
| -------- | ---------------------- | -- | -- | ---- | ---- | ---- | ---- | --- | --- | --- | --- | --- | --- |
| 2013-14  | リエトゥヴォス・リタス | 10 | 0  | 13.6 | .414 | .192 | .615 | 2.3 | .3  | .6  | .1  | 6.1 | 4.0 |
| Career   | Career                 | 10 | 0  | 13.6 | .414 | .192 | .615 | 2.3 | .3  | .6  | .1  | 6.1 | 4.0 |

## 参照
1. ↑  Jelovac i Balmazović u Mega Vizuri (Serbian)
2. ↑  Stevan Jelovac potpisao za Zvezdu (Serbian)
3. ↑  Crvena Zvezda extends with four players
4. ↑  Jelovac napustio Crvenu zvezdu (Serbian)
5. ↑  Stevan Jelovac moves to Antalya
6. ↑  Juve Caserta announced the signing of Stevan Jelovac
7. ↑  Juvecaserta, Misko Raznatovic said Jelovac will NOT stay in Caserta
8. ↑  Lietuvos Rytas signs Stevan Jelovac
9. ↑  CAI Zaragoza lands Stevan Jelovac
10. ↑  CAI Zaragoza keeps Stevan Jelovac one more season
11. ↑  2016 Mavericks Orlando Summer League Roster
12. ↑  Stevan Jelovac re-signs with CAI Zaragoza
13. ↑  Nizhny Novgorod inks Stevan Jelovac
14. ↑  Brose Bamberg verpflichtet Stevan Jelovac
15. ↑  “Stevan Jelovac, Gaziantep Basketbol'da” (Turkish).   NTVSpor (2019年2月8日). 2019年3月18日閲覧。
16. ↑  “Stevan Jelovac inks in Japan with Neophoenix” (英語).   Sportando (2020年6月19日). 2020年6月22日閲覧。
17. 1 2  Co.,Ltd, livedoor (2021年5月13日). “三遠がミリェノヴィッチ、イェロヴァツとの契約満了を発表”. バスケットボールキング. 2024年11月12日閲覧。
18. ↑  “Jelovac imao moždani udar”. b92.net. 2021年11月16日閲覧。
19. ↑  “Jelovac kolabirao na treningu, hitno prebačen u bolnicu”. b92.net. 2021年11月16日閲覧。
20. ↑  “昨季三遠でプレーしたステヴァン・イェロヴァツが練習中に脳卒中で倒れる”. BASKETBALLKING. 2021年11月17日閲覧。
21. 1 2  “元三遠のステヴァン・イェロヴァツが脳卒中のため他界…今季はギリシャでプレー”. BASKETBALLKING. 2021年12月6日閲覧。
22. ↑  “IN MEMORIAM - Стеван Јеловац (1989-2021)” (セルビア語). Košarkaški savez Srbije. 2021年12月5日閲覧。
23. ↑  “IN MEMORIAM: Stevan Jelovac (1989-2021)”. mozzartsport.com. 2021年12月5日閲覧。
24. ↑  “AEK se oprostio od Jelovca: Tragedija, neobjašnjiv bol!”. mozzartsport.com. 2021年12月5日閲覧。
25. ↑  “JECAJI PARALI GROBNU TIŠINU: Sahranjen košarkaš Stevan Jelovac, govor nad humkom rasplakao sve”. novosti.rs. 2021年12月8日閲覧。
26. ↑  “32歳で急逝の元三遠イェロヴァツ選手をしのぶ - バスケットボール : 日刊スポーツ”. nikkansports.com. 2024年11月12日閲覧。
27. ↑  “ステヴァン・イェロヴァツ選手の訃報に際して”. B.LEAGUE（Bリーグ）公式サイト. 2024年11月12日閲覧。